# Little Bardfield
Little Bardfield är en by och en civil parish i Uttlesford i Essex i England. Orten har 237 invånare (2001). Det inkluderar Hawkspur Green och Oxen End.